# Hang Yu Sze
Hang Yu Sze Sze, detta Rosanna (Hong Kong, 5 marzo 1988), è una nuotatrice hongkonghese.
Ha partecipato ai Giochi di Atene 2004, di Londra 2012 e di Rio de Janeiro 2016, gareggiando in eventi di stile libero e farfalla.